# Pamela Mountbatten
Lady Pamela Carmen Louise Hicks ( née Mountbatten; 19 de abril de 1929) es una aristócrata británica. Ella es la hija menor del 1er Conde Mountbatten de Birmania por su esposa, Edwina Mountbatten . A través de su padre, Lady Pamela es prima hermana del príncipe Felipe, duque de Edimburgo, y una sobrina nieta de la última emperatriz de Rusia, Alexandra Feodorovna . Ella es la última hija sobreviviente de Louis y Edwina Mountbatten. 

## Trasfondo familiar
Lady Pamela nació en Barcelona, España, en 1929, siendo la hermana menor de Patricia Mountbatten . A través de su padre, ella es prima hermana del duque de Edimburgo y tataranieta de la reina Victoria . A través de su madre, ella es la segunda bisnieta del séptimo conde de Shaftesbury . Durante su juventud, Lady Pamela vivió con su abuela paterna, Victoria, marquesa de Milford Haven, durante las vacaciones escolares.  
Ella asistió a la escuela Hewitt en la ciudad de Nueva York .

## India
En 1947, Lady Pamela acompañó a sus padres a la India, permaneciendo con ellos durante todo el período de su padre como Virrey de la India anterior a la Independencia y luego como Gobernador General de la India posterior a la Partición hasta 1948, viviendo con ellos en Government House, Nueva Delhi y el Viceregal de verano Lodge en simla . 

## Dama de honor y dama de compañía de la reina
En noviembre de 1947, Lady Pamela actuó como dama de honor de la entonces princesa Elizabeth en su boda de 1947 con el Príncipe Felipe, Duque de Edimburgo (primo hermano de Lady Pamela). Como dama de honor de la princesa Isabel, estaba con ella y el duque de Edimburgo en Kenia cuando el rey Jorge VI murió el 6 de febrero de 1952. A finales de 1953 y principios de 1954, acompañó a la Reina como dama de honor en la gira real a Jamaica, Panamá, Fiji, Tonga, Nueva Zelanda, Australia, Ceilán, Aden, Libia, Malta y Gibraltar .

## Cuerpo de entrenamiento náutico de niñas
Lady Pamela Mountbatten fue la comandante del Cuerpo de Entrenamiento Náutico de las Niñas desde alrededor de 1952 hasta alrededor de 1959.

## Matrimonio e hijos
Lady Pamela es la viuda del decorador de interiores y diseñador David Nightingale Hicks (25 de marzo de 1929 - 29 de marzo de 1998), hijo del corredor de bolsa Herbert Hicks e Iris Elsie Platten. Se casaron el 13 de enero de 1960 en Romsey Abbey en Hampshire . Las damas de honor fueron la princesa Anne, la princesa Clarissa de Hesse (hija de su prima Sophie ), Victoria Marten (ahijada de la novia), Lady Amanda Knatchbull y el Excmo. Joanna Knatchbull (hijas de la hermana de la novia Patricia). Al regresar de su luna de miel en las Indias Occidentales y Nueva York, Lady Pamela se enteró de la muerte de su madre en febrero de 1960.
Juntos, la pareja tuvo tres hijos:
- Edwina Victoria Louise Hicks (nacida el 24 de diciembre de 1961)
- Ashley Louis David Hicks (nacido el 18 de julio de 1963)
- India Amanda Caroline Hicks (nacida el 5 de septiembre de 1967), quien actuó como dama de honor en la boda del Príncipe de Gales, su padrino y Lady Diana Spencer.

David Nightingale Hicks murió el 29 de marzo de 1998, a los 69 años, de cáncer de pulmón .

## Vida posterior
Lady Pamela Hicks ha sido Directora de H Securities Unlimited, una firma de administración y corretaje de fondos, desde 1991. Ella es una exdirectora de Cottesmore Farms. En 2002, ella vendió la tiara de su madre en Sotheby's .
En 2007, Lady Pamela publicó sus memorias de sus días en Nueva Delhi y Simla, cuando la India se dividió en India y Pakistán y la Unión Jack cayó. Ella escribió en India Recordó: un relato personal de los Mountbattens durante la transferencia del poder que, mientras que su madre, la condesa Mountbatten de Birmania, y Jawaharlal Nehru, el futuro primer ministro de la India, estaban profundamente enamorados, "la relación siguió siendo platónica". . En 2012, publicó el segundo volumen de sus memorias tituladas Hija del imperio: La vida como Mountbatten, relatando su infancia, su tiempo en la India y su tiempo como dama de honor de la Reina.

## En cine y televisión
En 2016, fue retratada en la primera temporada de The Crown . Ella es interpretada por Lily Travers en la película de 2017 Viceroy's House .

## Galería

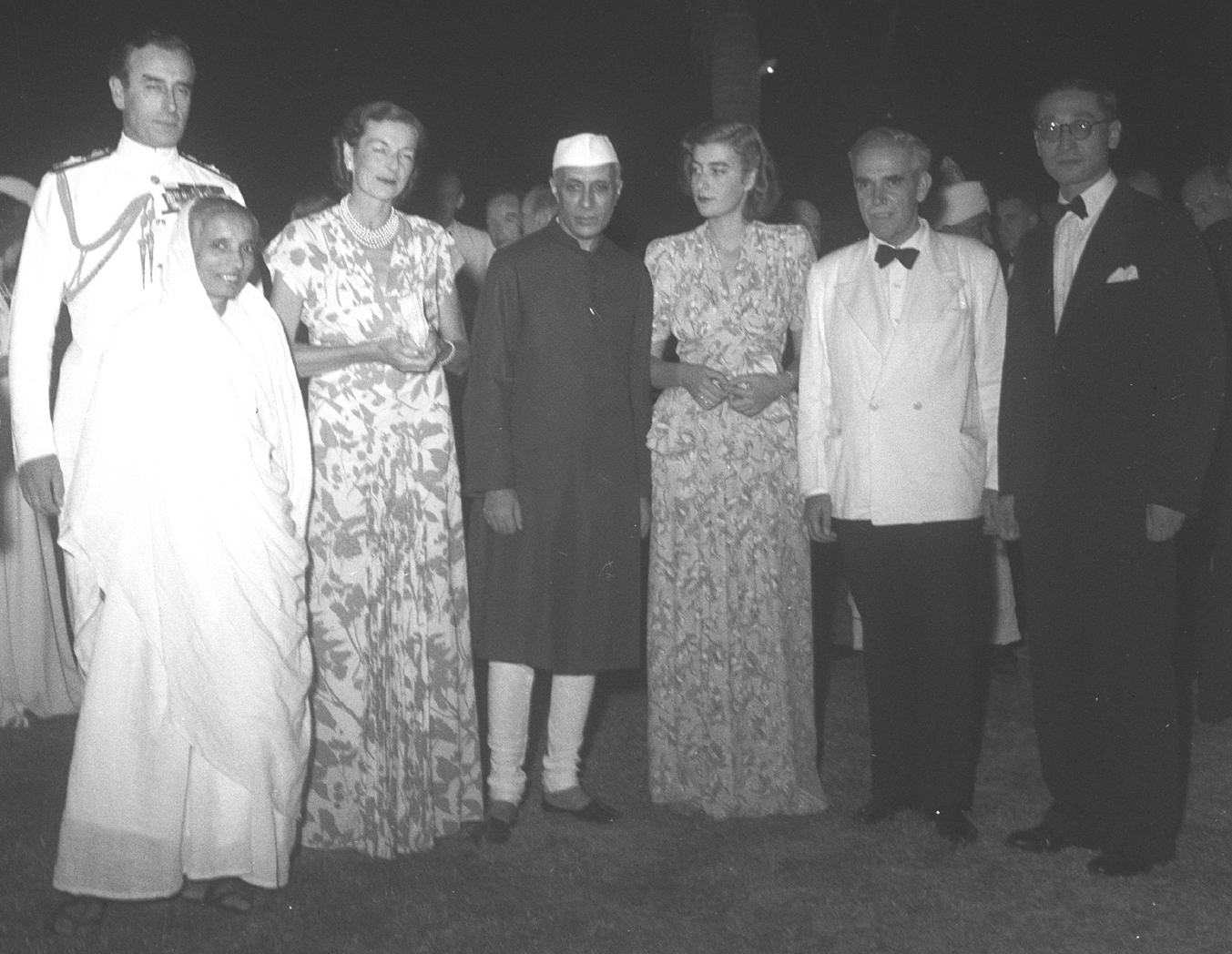
Pamela Mountbatten (tercera desde la derecha) en una recepción en Nueva Delhi en octubre de 1947
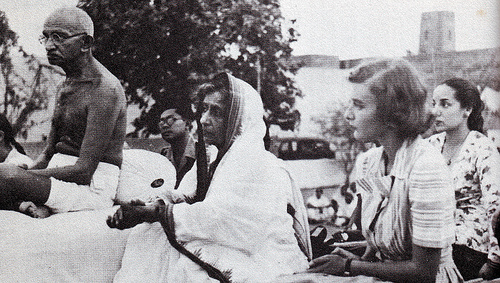
Mohandas K. Gandhi con Pamela Mountbatten, 1947.
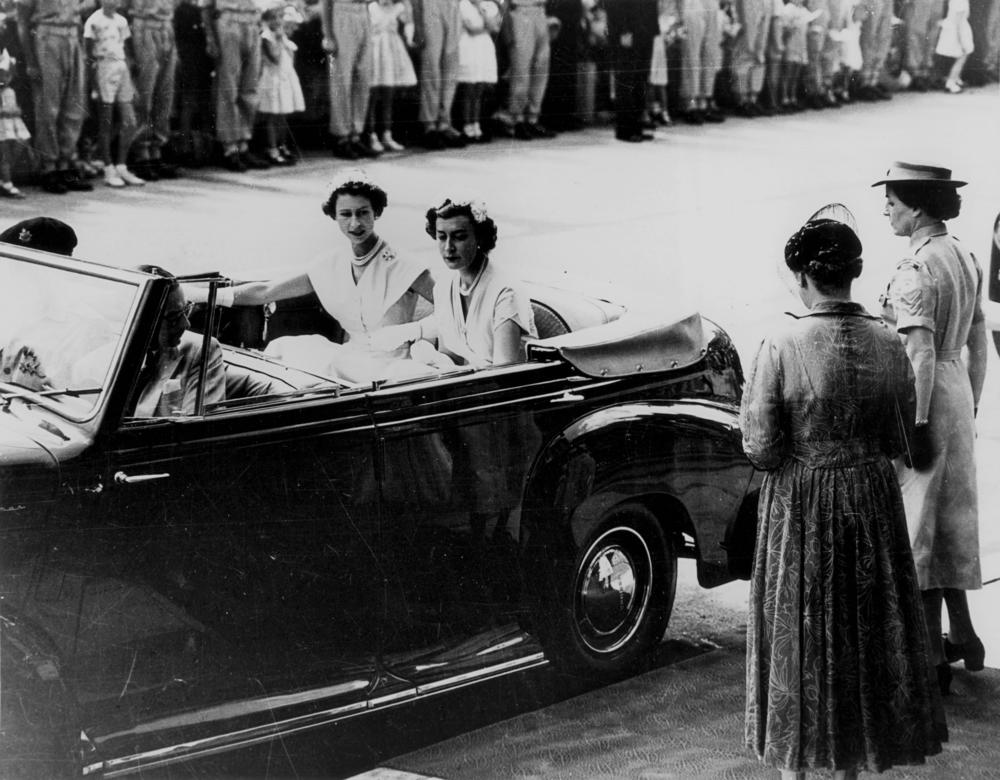
La reina Isabel II y su dama de honor, la señora Pamela Mountbatten, llegan a una recepción para mujeres en el ayuntamiento de Brisbane en 1954.